# Altid ballade
Altid ballade er en dansk film fra 1955 efter manuskript af Leck Fischer og instrueret af Gabriel Axel assisteret af Carl Rald.

## Medvirkende
- Sigrid Horne-Rasmussen som Helga Nielsen
- Carl Heger som Otto Nielsen
- Asbjørn Andersen som Hr. Carlsen
- Kai Holm som Vicevært
- Annie Birgit Hansen (Annie Birgit Garde) som Maja Nielsen
- Frode Arne Pedersen som Erik Nielsen
- Tove Baltzersen som Vera Nielsen
- Niels Jeppe Overgaard som Leif Nielsen
- Ulf Bo Klahn som Ras Nielsen
- Inge-Lise Grue som Fru Carlsen
- Michael Bartroff som Olaf Clausen
- Karen Lykkehus som Fru Rasmussen, ejer af ismejeri
- Valsø Holm som Ismanden
- Birgit Sadolin som Rosa
- Jørn Jeppesen som Kriminalassistent Møldrup
- Kirsten Passer som Edith